# Uformel sektor
Uformel sektor er økonomisk aktivitet som ikke bliver beskattet, reguleret eller overvåget af statslige myndigheder, og som ikke er medregnet i et lands bruttonationalprodukt. Eksempler herpå er sort arbejde, byttehandel og gaveøkonomi. Talemåder som 'under bordet' og 'uden kvittering' omhandler typisk denne form for økonomi.